# Swedish Open 2019 - Qualificazioni singolare maschile
Le qualificazioni del singolare dello Swedish Open 2019 sono state un torneo di tennis preliminare per accedere alla fase finale della manifestazione. I vincitori dell'ultimo turno sono entrati di diritto nel tabellone principale. In caso di ritiro di uno o più giocatori aventi diritto a questi sono subentrati i lucky loser, ossia i giocatori che hanno perso nell'ultimo turno ma che avevano una classifica più alta rispetto agli altri partecipanti che avevano comunque perso nel turno finale.

## Teste di serie
1. Pablo Carreño Busta (qualificato)
2. João Domingues (primo turno)
3. Facundo Argüello (qualificato)
4. Filip Horanský (primo turno)

1. Constant Lestienne (qualificato)
2. Aleksej Vatutin (ultimo turno)
3. Steven Diez (ultimo turno)
4. Roberto Quiroz (ultimo turno)

## Qualificati
1. Pablo Carreño Busta
2. Constant Lestienne

1. Facundo Argüello
2. Bernabé Zapata Miralles

## Tabellone

### Legenda
| - Q = Qualificato - WC = Wild card - LL = Lucky loser | - ALT = Alternate - SE = Special Exempt - PR = Protected Ranking | - w/o = Walkover - r = Ritirato - d = Squalificato |

### Sezione 1
|  | Primo turno | Primo turno         | Primo turno     | Primo turno | Primo turno |  |  | Ultimo turno | Ultimo turno        | Ultimo turno        | Ultimo turno | Ultimo turno |  |
|  |             |                     |                 |             |             |  |  |              |                     |                     |              |              |  |
|  | 1           | Pablo Carreño Busta | 3               | 6           | 6           |  |  |              |                     |                     |              |              |  |
|  | WC          | Carl Söderlund      | 6               | 4           | 3           |  |  | 1            | Pablo Carreño Busta | Pablo Carreño Busta | 7            | 7            |  |
|  |             | Yannick Mertens     | Yannick Mertens | 1           | 2           |  |  | 8/Alt        | Roberto Quiroz      | Roberto Quiroz      | 6(1)         | 65           |  |
|  | 8/Alt       | Roberto Quiroz      | Roberto Quiroz  | 6           | 6           |  |  |              |                     |                     |              |              |  |

### Sezione 2
|  | Primo turno | Primo turno           | Primo turno           | Primo turno | Primo turno |  |  | Ultimo turno | Ultimo turno       | Ultimo turno | Ultimo turno | Ultimo turno |  |
|  |             |                       |                       |             |             |  |  |              |                    |              |              |              |  |
|  | 2           | João Domingues        | 64                    | 6           | 2           |  |  |              |                    |              |              |              |  |
|  |             | Laurynas Grigelis     | 7                     | 2           | 6           |  |  |              | Laurynas Grigelis  | 6            | 2            | 1            |  |
|  | WC          | John Hallquist Lithen | John Hallquist Lithen | 0           | 6(1)        |  |  | 5            | Constant Lestienne | 1            | 6            | 6            |  |
|  | 5           | Constant Lestienne    | Constant Lestienne    | 6           | 7           |  |  |              |                    |              |              |              |  |

### Sezione 3
|  | Primo turno | Primo turno        | Primo turno        | Primo turno | Primo turno |  |  | Ultimo turno | Ultimo turno     | Ultimo turno | Ultimo turno | Ultimo turno |  |
|  |             |                    |                    |             |             |  |  |              |                  |              |              |              |  |
|  | 3           | Facundo Argüello   | Facundo Argüello   | 7           | 6           |  |  |              |                  |              |              |              |  |
|  | Alt         | Markus Eriksson    | Markus Eriksson    | 64          | 1           |  |  | 3            | Facundo Argüello | 6            | 3            | 6            |  |
|  |             | Marc-Andrea Hüsler | Marc-Andrea Hüsler | 5           | 3           |  |  | 7            | Steven Diez      | 4            | 6            | 3            |  |
|  | 7           | Steven Diez        | Steven Diez        | 7           | 6           |  |  |              |                  |              |              |              |  |

### Sezione 4
|  | Primo turno | Primo turno             | Primo turno             | Primo turno | Primo turno |  |  | Ultimo turno | Ultimo turno            | Ultimo turno            | Ultimo turno | Ultimo turno |  |
|  |             |                         |                         |             |             |  |  |              |                         |                         |              |              |  |
|  | 4           | Filip Horanský          | Filip Horanský          | 3           | 4           |  |  |              |                         |                         |              |              |  |
|  |             | Bernabé Zapata Miralles | Bernabé Zapata Miralles | 6           | 6           |  |  |              | Bernabé Zapata Miralles | Bernabé Zapata Miralles | 6            | 6            |  |
|  |             | Julian Ocleppo          | Julian Ocleppo          | 2           | 2           |  |  | 6            | Aleksej Vatutin         | Aleksej Vatutin         | 2            | 1            |  |
|  | 6           | Aleksej Vatutin         | Aleksej Vatutin         | 6           | 6           |  |  |              |                         |                         |              |              |  |